# Stade de la Mosson
El Stade de la Mosson es un estadio de fútbol, situado en la ciudad de Montpellier, en la región de Languedoc-Rosellón en Francia. El recinto fue inaugurado en 1972 y posee una capacidad para 32 900 espectadores, sirve de sede habitual al Montpellier Hérault Sport Club de la Ligue 1.

## Eventos disputados

### Copa Mundial de Fútbol de 1998
- El estadio albergó seis partidos de la Copa Mundial de Fútbol de 1998.
| Fecha               | Selección #1 | Resultado | Selección #2 | Ronda                 | Espectadores |
| ------------------- | ------------ | --------- | ------------ | --------------------- | ------------ |
| 10 de junio de 1998 | Marruecos    | 2 - 2     | Noruega      | Primera fase, Grupo A | 29 800       |
| 12 de junio de 1998 | Paraguay     | 0 - 0     | Bulgaria     | Primera fase, Grupo D | 27 650       |
| 17 de junio de 1998 | Italia       | 3 - 0     | Camerún      | Primera fase, Grupo A | 29 800       |
| 22 de junio de 1998 | Colombia     | 1 - 0     | Túnez        | Primera fase, Grupo G | 29 800       |
| 25 de junio de 1998 | Alemania     | 2 - 0     | Irán         | Primera fase, Grupo F | 29 800       |
| 29 de junio de 1998 | Alemania     | 2 - 1     | México       | Octavos de final      | 29 800       |

### Mundial de Rugby 2007
- En el estadio se disputaron cuatro encuentros de la Copa Mundial de Rugby de 2007.
| Fecha                    | Selección #1   | Resultado | Selección #2   | Ronda                 | Espectadores |
| ------------------------ | -------------- | --------- | -------------- | --------------------- | ------------ |
| 12 de septiembre de 2007 | Estados Unidos | 15 - 25   | Tonga          | Primera fase, Grupo A | 24 243       |
| 16 de septiembre de 2007 | Samoa          | 15 - 19   | Tonga          | Primera fase, Grupo A | 33 900       |
| 23 de septiembre de 2007 | Australia      | 55 - 12   | Fiyi           | Primera fase, Grupo B | 32 232       |
| 30 de septiembre de 2007 | Sudáfrica      | 64 - 15   | Estados Unidos | Primera fase, Grupo A | 33 900       |

### Copa Mundial Femenina de Fútbol de 2019
- El estadio albergó cinco partidos de la Copa Mundial Femenina de Fútbol de 2019
| Fecha               | Selección #1 | Resultado | Selección #2  | Ronda                 | Espectadores |
| ------------------- | ------------ | --------- | ------------- | --------------------- | ------------ |
| 10 de junio de 2019 | Canadá       | 1 - 0     | Camerún       | Primera fase, Grupo E | 10 710       |
| 13 de junio de 2019 | Australia    | 3 - 2     | Brasil        | Primera fase, Grupo C | 17 032       |
| 17 de junio de 2019 | Sudáfrica    | 0 - 4     | Alemania      | Primera fase, Grupo B | 15 502       |
| 20 de junio de 2019 | Camerún      | 2 - 1     | Nueva Zelanda | Primera fase, Grupo E | 8009         |
| 25 de junio de 2019 | Italia       | 2 - 0     | China         | Octavos de final      | 17 032       |